# Деличобан
Деличо́бан (до 1940 года — Кирово) — село в Дербентском районе Республики Дагестан.
Образует муниципальное образование «село Деличобан» со статусом сельского поселения, как единственный населённый пункт в его составе.

## География
Расположено в 25 км к северо-западу от города Дербент, на правом берегу реки Ярманталарсы, вдоль Самур-Дербентского канала.

## История
По преданию, основание села связывается с умалишённым пастухом («дели» — букв, «лишенный ума»). 
Однако по мнению исследователей, название села связано с тюркским этнонимом «теле» и означает «телинский чабан». Предки жителей села переселились из ныне заброшенных сёл Шебеде и Шахбаз. Шебединцы жили в гуще леса на берегу реки Уллучай, недалеко от селения Уллутеркеме, западнее села Татляр, и покинули свое селение в поисках более защищённого места. 
С. Ш. Гаджиева связывала название села с тюркским племенем кайи.

## Население
| 1895  | 1926  | 1939  | 1970  | 1989  | 2002  | 2010  |
| ----- | ----- | ----- | ----- | ----- | ----- | ----- |
| 487   | ↘485  | ↘460  | ↗1273 | ↗1755 | ↗2176 | ↗2217 |
| 2012  | 2013  | 2014  | 2015  | 2016  | 2017  | 2018  |
| ↗2241 | ↗2278 | ↗2294 | ↗2334 | ↗2359 | ↗2364 | ↘2353 |
| 2019  | 2020  | 2021  | 2023  | 2024  | 2025  |       |
| ↗2371 | ↘2356 | ↗2566 | ↗2602 | ↗2610 | ↗2635 |       |

Национальный состав
По результатам Всероссийской переписи населения 2021 года:
| Народ         | Численность, чел. | Доля от всего населения, % |
| ------------- | ----------------- | -------------------------- |
| азербайджанцы | 2033              | 79,23 %                    |
| даргинцы      | 507               | 19,76 %                    |
| другие        | 26                | 1,01 %                     |
| всего         | 2566              | 100 %                      |

## Известные уроженцы
- Нурмагомед — поэт-ашуг[29].